# أدب تشيلي
يُشير الأدب التشيلي إلى جميع الأعمال الكتابية أو الأدبية التي أُنتجّت في تشيلي أو المنسوبة إلى كُتاب تشيليين. ويُكتَب الأدب التشيلي باللغة الإسبانية غالباً. ولتشيلي تراث أدبي ثري وهي موطن لاثنين من فائزي جائزة نوبل، وهُما الشاعران غابرييلا ميسترال وبابلو نيرودا. كما شهدت أيضاً ثلاثة فائزين بجائزة ميغيل دي سرفانتس، التي تُعتَبر واحدة من أهم جوائز أدب اللغة الإسبانية وهُم: الروائي والصحافي والدبلوماسي خورخي إدواردز في (1998)، والشاعران غونثالو روخاس في (2003) ونيكانور بارا في (2011).

## الأدب التشيلي خلال فترة الغزو والاستعمار الإسباني
بما أن ثقافات السكان الأصليين في المناطق المعروفة اليوم باسم تشيلي ليس لديها أي تراث أدبي مكتوب، (يرجى الإطلاع على أبجدية مابودونغون)، فقد ولدّ الأدب التشيلي أثناء الغزو الإسباني في القرن السادس عشر. فقد كتبّ الفاتح بيدرو دي فالديفيا رسائل إلى الملك، كارلوس الخامس (كارلوس بريميرو ملك إسبانيا)، يصف بامتنان في إحداها، عام 1554، الجمال الطبيعي للبلاد ومناظرها الطبيعية. وإلى جانب الغزاة الإسبان جاء المبشرون لتعليم وتحويل السكان الأصليين إلى المسيحية، ليس فقط لنشر دينهم بل لغتهم وكتابتهم أيضاً وغيرها من الفنون والمهارات الحرفية. وقد تألفّ الأدب التشيلي أساساً في زمن الغزو الإسباني عبر سجلات الحرب في إقليم أرّوكانيا. فقد كان على معظم الجنود الذين لديهم القدرة على الكتابة أن يُقاتلوا أكثر من أن يكتبوا، ولذلك كان الأدب الرئيسي خلال فترة الغزو والاستعمار هو الاحتفاظ بالسجلات التاريخية للحملات العسكرية. باستثناء واحد لهذا، فعلى أية حال، كانت قصيدة (لا أروكانا)، التي نُشرّت في إسبانيا في ثلاث مجلدات ما بين أعوام 1569، 1578 و1589 والمعروفة أيضاً باسم (الأرّوكانية) «في إشارة إلى شعب المابوتشي»، والتي كتبها ألونسو دي إرثييا، هي أهم قصيدة ملحمية في اللغة الإسبانية الحديثة، وواحدة من أهم الأعمال في العصر الذهبي الإسباني (Siglo de Oro)، والتي تصف غزو تشيلي في المقطع الشعري (hendecasyllable). ولاحقاً، نشر بيدرو دي أونا، أول شاعر مولود في تشيلي، مٌحاكاة لقصيدة إرسيلا، بعنوان "El Arauco domado" أو (إخضاع أرّوكانيا) في عام 1596.
خلال القرنين السابع والثامن عشر، ساد العمل التاريخي، بما في ذلك "Historia del Reino de Chile" (تاريخ مملكة شيلي) لألونسو دي غونغورا مارموليخو و"Histórica relación del Reino de Chile" (العلاقة التاريخية لمملكة تشيلي) لألونسو دي أوفال. و"Cautiverio feliz" (السبي السعيد) لفرانسيسكو نونيز دي بينيدا او باسكوينان. وشَهدّت هذه الفترة أيضاً كُتاباً علميين مثل خوان إغناسيو مولينا، الذي كتبّ "Ensayo sobre la Historia Natural de Chile" (مقالة عن التاريخ الطبيعي لشيلي)، والقصيدة التاريخية الملحمية "El Purén indómito" (بورين التي لا تقهر)، التي كتبها فرناندو ألفاريز دي توليدو.
وخلال الفترة الاستعمارية حتى القرن التاسع عشر، برزت الأعمال الأدبية التي كتبتها الراهبات التشيليات: فقد كانت هناك رسائل روحية ويوميات وسيّر ذاتية ومُذكرات. وبرّزَت العديد من الكاتبات، مثل تاديا دي سان خواكين، أورسولا سواريز وخوسيفا دي لوس دولوريس، واللواتي أصبحت أعمالهن الأشهر من نوعها في منطقة أمريكا الجنوبية.

## فترة الاستقلال
ألهمّ بريق حركة الاستقلال كاميلو هنريكيز لإطلاق صحيفة "La Aurora de Chile" (فجر تشيلي)، وهي أول صحيفة وأول عملية طباعة في تشيلي من أي نوع، غطّت غالباً النواحي السياسة وفلسفتها. وظلت تُطبّع من 13 فبراير 1812 إلى 1 أبريل 1813، وعندها أصبح اسمها "El Monitor Araucano" (المُراقب الأرّوكاني). كانت نسختها تحتوي على أربع صفحات مطبوعة بعمودين لكل منها، وكانت تُنشر أسبوعياً، كل خميس. ومن بين الصحفيين الآخرين لتلك الفترة كان مانويل دي سالاس، خوسيه ميجيل إنفانتي، خوان إغانيا ريسكو، وأنطونيو خوسيه دي إيريساري. وفي السنوات اللاحقة، كَتَبّ مرسيدس مارين ديل سولار قصيدة "Canto fúnebre a la muerte de don Diego Portales" (ترنيمة لموت دون دييغو بورتاليس)، وظهرت لمحات درامية في قصيدة مانويل ماغالانيس "La Hija del Sur" (ابنة الجنوب). ولقد أعتبرّ النقاد هذه الفترة كفترة لكُتاب حيويين ومتحمسين للغاية، ولكن براعتهم الفنية كانت محدودة.

### فترة الرومانسية
يمكن تصنيف الرومانسية في تشيلي في ثلاثة أجيال أدبية، وفقا للناقد صدوميل غويك: جيل 1837، جيل 1842 وجيل 1867، وكان لهذا الجيل الأخير العديد من أوجه التشابه مع الواقعية ويعتبره بعض النقاد أن يكون في الواقع جزءاً من الحركة الواقعية.

#### جيل 1837
تألفّ جيل 1837 من كتاب ولدوا بين عامي 1800 و1814 والمعروف أيضاً باسم "Generación Costumbrista"، والذي قدمّ تفسيراً أدبياً للحياة اليومية والأدب المحلي.
ويُميّز بشكل رئيسي بالتركيز خاصةً على مراقبة المناظر الطبيعية والمحلية، والاقتران بها من وجهة نظر ساخرة وناقدة. وشملّ هذا الجيل مرسيدس مارين ديل سولار، فيسنتي بيريز روزاليس وخوسيه خواكين فايخو.

#### جيل 1842
تألفّ هذا الجيل، من كُتاب ولدوا بين عامي 1815 و1829، وكانت تُعرف هذه الجماعة أيضاً باسم الجيل «الرومانسي-الاجتماعي». وعلى نهج أسلافهم، صوروا الحياة اليومية ولكنهم أضافوا طبقة إضافية من النقد الاجتماعي لعمَلهم. وتأثرت الجماعة بمُفكرين أجانب في تشيلي مثل خوسيه خواكين دي مورا وأندريس بيو ودومينغو فاوستينو سارمينتو وفيسينتي فيديل لوبيز وقاموا بأولى المحاولات لتأسيس حركة أدبية وطنية تشيلية على نحو مُمَيز. وقد كان شعر هذا الجيل مُماثلاً لأسلوب الرومانسية الأوروبية مثل أعمال سلفادور سانفونتس "Inami" (إنامي)، وغييرمو ماتا غوجينيتسيا "Poesías líricas" (قصائد غنائية)، وغييرمو بليست غانا "Armonías" (التجانس) وخوسيه أنطونيو صوفيا "Hojas de otoño" (أوراق الخريف). كان للأدب القصصي أسلوباً أكثر أصالة وشمل أعمالاً مثل "Peregrinación de una vinchuca" (حج فسفسة) لخوزيه فيكتورينو لاستاريا؛ "Durante la reconquista" (خلال حروب الاسترداد) و"El loco Estero" (إستيرو المجنون) لألبرتو بليست غانا؛ "Artículos de costumbres" (مقالات جمركية) لخوسيه خواكين فاييخو؛ "Recuerdos del pasado" (ذكريات الماضي) لفيسنتي بيريز روزاليس؛ "Bajo la tienda" (تحت الخيمة) لدانييل ريكيلمي. في حين شملّت الأعمال المسرحية لتلك الفترة "El tribunal del honor" (محكمة الشرف) لدانييل كالديرا.
منذ عام 1850، ظهرت أعمال تاريخية عظيمة مثل "Historia general de Chile" (تاريخ تشيلي العام) لدييجو باروس أرانا، "Descubrimiento y conquista de Chile" (اكتشاف وغزو شيلي) لميغيل لويس أمونتيجي، "El ostracism de O'Higgins" (نفي أوهيغينز) لبنجامين فيكونيا ماكينا و"Historia de Chile durante 40 años" (تاريخ تشيلي خلال أربعين عاماً) لرامون سوتومايور فالديس.
في عام 1886، انتقلّ شاعر نيكاراجوا روبين داريو إلى فالبارايسو، بتشيلي، حيث أقام مع زميلاه الشاعرين بويرير وإدواردو دي لا بارا. وشاركوا معاً في تأليف رواية عاطفية بعنوان «إميلينا». وعلى الرغم من أن الرواية لم تكن ناجحة في وقتها، إلا أنه يعود الفضل إلى روبين داريو في ظهور الشعر الغنائي التشيلي في ديوانه القصصي الشعري "Azul" (أزرق) في عام 1888. تبعه كارلوس بيزوا فيليز في "Entierro de campo" (جنازة حقل) و"Tarde en el hospital" (بعد الظهر في المستشفى)، ومانويل ماجالانيس موري "La casa junto al mar" (المنزل بجوار البحر) وغيرهم. أصبحّ كارلوس بيزوا فيليز معروفاً فقط بعد وفاته المبكرة في سن الثامنة والعشرين.

### الواقعية
جيل 1867
صورّ الكتاب الواقعيون الأنشطة اليومية العادية والتجارب بدلاً من التصوير التقليدي الأكثر رومانسية ونمطية في تشكيله، تمييزاً لهم عن أسلافهم. وجاءت هذه الحركة حتى من الكتاب الذين ولدوا ما بين 1830 و 1844. يُعتبر ألبرتو بليست غانا رائداً للأسلوب الواقعي في تشيلي، بداية من رواية «مارتن ريفاس» في عام 1862، التي قَدَمت صورة للمجتمع التشيلي في ذلك الوقت. يصف بليست غانا ما اعتبره تغييرات إيجابية في المجتمع التشيلي، التي كانت في ذلك الوقت تتجه نحو الرأسمالية. اعتقد أنه من المحتم أن تختفي التقاليد المحلية وأنها ستُستَبدَل بتقاليد أوروبية، وشعر أن معارضة هذه التغيُرات هي معارضة بالية وعقيمة. وعلى نقيضه، راقب زميله الكاتب لويس أوريغو لوكو هذه التغييرات بحزن واستنكر النتائج الأخلاقية لعملية التغيير هذه. وقد اعتُبرت وجهات النظر المتعارضة لبليست غانا وأوريغو لوكو أهم تمثيل للحركة الواقعية في تشيلي. ومن ضمن الكُتاب الآخرين المُهميين لهذا الجيل دانيال باروس جريز، إدواردو دي لا بارا، زوروبابل رودريغيز، خوسيه أنطونيو صوفيا، مويسيس فارغاس وليبوريو برييبا. خلال هذه الفترة، ارتقى الأدب القصصي أكثر من الشعر أو الدراما، على الرغم من أن بناء مسارح جديدة شَجَعّ على بعض التطور في مجال الدراما. وكان من ضمن هذه المسارح الهامة مسرح فيكتوريا في فالبارايسو، الذي اُفتتحّ في عام 1844 ومسرح الجمهورية في سانتياغو، الذي اُفتتحّ في عام 1848، ومسرح بلدية سانتياغو، المُفتَتَح في 1857.

## القرن العشرون

### الكريوليزمية
الكريوليزمية "Criollismo" المعروفة أيضاً باسم (Costumbrismo)، كانت حركة أدبية نشطة منذ نهاية القرن التاسع عشر إلى النصف الأول من القرن العشرين. كامتداد للواقعية، فهي تصور مشاهد وعادات وتقاليد بلد الكاتب، مصحوبةً ببعض تلميحات الوطنية. فقد غزّت الذكرى المئوية الأولى لاستقلال تشيلي في عام 1910 الروح الوطنية للأمة وكتابها، وشهدت تركيزاً متجدداً على الحياة الريفية على نقيض التركيز النمطي على الحياة الحضرية كمصدر وخلفية وحيدة للقصص. وكانت كلا من المجموعتين القصصيتين "Sub Terra" (تحت الأرض) و"Sub Sole" (تحت الشمس) لبالدوميرو ليلو كأبرز أعمال الأدب النثري، إضافةً إلى "Zurzulita" (السبورة) و"Cuna de cóndores" (مهد الكندور) لماريانو لاتوري و"Días de campo" (أيام الريف) لفيديريكو غانا. وتضمّنت الأعمال الدرامية الهامة "Árbol Viejo" (شجرة قديمة) و"Chañarcillo" (تشانيارثيو) لأنطونيو أسيفيدو هيرنانديز.

### الشعر التشيلي 1900-1925
خلال الربع الأول من القرن العشرين، تشكلّ مشهد أدبي جديد في تشيلي: في حركة طليعية. كان أول ظهور لها من خلال "Flores de cardo" (زهور الشوك) لبيدرو برادو في عام 1908، وهو عمل انفصلّ فيه عن قيود الوزن وقواعد الشعر. كما نشر برادو "El llamado del mundo" (نداء العالم) و"Los pájaros errantes" (الطيور المتجولة) في عامي 1913 و1915، وأسَسّ مجموعة (العشرة) الفنية "Los Diez" مع المهندس المعماري خوليو برتراند. في عام 1916.
في 22 ديسمبر 1914، فازت غابرييلا ميسترال -والتي فازت لاحقاً بجائزة نوبل في الأدب– بمسابقة «ألعاب الزهر في سانتياغو» في الشعر، كأول اعتراف بكونها موهبة عظيمة. وفي عام 1919، نشرت غابرييلا ميسترال سونت «الخراب» العمل الذي حصلت عنه على جائزة نوبل في الأدب لعام 1945. كانت سونتات «الخراب»، «تالا» و«معصرة العنب» من أفضل أعمالها الشعرية. وفي عام 1914، نشرّ بيثنتي ويدوبرو "Arte del sugerimiento" (فن الاقتراح) و"Non serviam" (ليس خادماً) وهما العملان التي بدأت منهما حركة المدرسة الإبداعية التي اعتَبَرّت القصيدة كأنها شيء جديد تماماً، ابتدعها المؤلف لأجل ذاتها. وقد نشرّ ويدوبرو «بيان» الحركة في كتابه "El espejo de agua" (مرآة الماء) في عام 1916. شاعر آخر ينتمي إلى هذا الجيل، هو آنخيل كروشاغا، الذي تناولّ «الحب» كموضوع رئيسي له وكان معروفاً بسوداوية قصائده. في عام 1915، نَشَرّ "Las manos juntas" (الأيادي معاً)، أكثر أعماله المُميزة. أما بابلو دي روخا، فقد استخدمّ الشعر لتصوير وجهة نظره الفوضوية والنضالية المثيرة للجدل للعالم. وشملت أعماله الرئيسية "El folletín del Diablo" (سيمفونية الشيطان) و"Los gemidos" (الأنَّات)، اللتان نُشرتا في 1920 و1922 على التوالي. وفي عام 1938، أسَسّ بابلو دي روخا دار نشر «مولتيتود» ورأسها، والتي كانت توزع الكتب في الولايات المتحدة وروسيا وأمريكا اللاتينية. وخلال تلك الفترة أيضاً، فيما بين 1914 و1925، نشرّ خوان غوزمان كروتشاغا أعماله "Junto al brasero" (بجوار الموقد)، "La mirada inmóvil" (النظرة بلا حراك)، "Lejana" (بعيد)، "La fiesta del corazón" (عيد القلب) ومقتطفات "Agua de cielo" (ماء الجنة).
خلال القرن العشرين، حازّ الشعراء التشيليون الحداثيون الجدد والطليعيون على الشهرة خارج حدود البلاد. بحصول غابرييلا ميسترال على أول جائزة نوبل لأمريكا اللاتينية في الأدب، تلاها زميلها التشيلي بابلو نيرودا. كما ساهمّ مؤسس الحركة الإبداعية، بيثنتي ويدوبرو، في تدويل الأدب التشيلي.

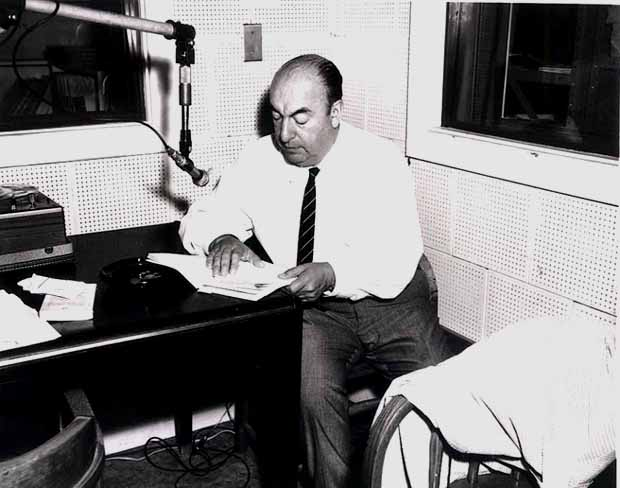
الشاعر التشيلي بابلو نيرودا الحائز على جائزة نوبل في الأدب

وقد نشرّ بابلو نيرودا أعماله «الشفق» و«عشرون قصيدة حب وأغنية يائسة» في عام 1923 وعام 1924، كبداية للنجاح الكبير الذي سيحصده في ربع القرن المقبل.

### التصويرية
كانت التصويرية التشيلية (Imaginismo) اتجاهاً أدبياً بدأّ في عام 1925 كُمعارضاً للكريوليزمية، التي اُتهمّت بأنها وطنية، ضيقة الأُفق وتفتقر إلى الخيال. وابتعدّ كُتاب الحركة التصويرية عن العناصر التي استُخدمت كمصدر إلهام لأجيالهم السابقة مثل (الحياة اليومية والحياة الريفية والصراع مع الطبيعة). قامت جماعة التصويريين المؤلفة من الكٌتاب آنخيل كروشاغا سانتا ماريا، سلفادور رييس، هيرنان ديل سولار، لويس إنريكي ديانو، ومانويل إدواردو هوبنر، بالانفصال عن أبرز النقاد الأدبيين في ذلك الوقت. وقد قال لويس إنريكي ديانو في مقالته عن أصل "التصويرية": "لم نُقرر التجديد إطلاقاً، لكن كان لدينا إدراك مُشترك بأن الأدب التشيلي كان مُشبعاً "بالكريوليزمية"، مُتْخَماً وثقيلاً.
كان أحد الإنجازات التي حققتها جماعة التصويريين، إلى جانب بعض أبرز كُتابي الكريوليزمية، إنشاء مجلة "Letras" (رسائل). وعلى الرغم من أن افتتاحية تحرير المجلة كانت تصويرية، إلا أن أهم كُتّاب الكريوليزمية تعاونوا بهدف خلق حوار دولي حول الفن والأدب. وكان من بين الُمساهمين أوغوستو دال هالمار، ماريانو لاتوري، مارتا برونيه، لويس دوراند، روساميل ديل فالي، خوان مارين وجاكوبو دانكي من ضمن آخرين.

#### مخطط مقارنة بين الكريوليزمية والتصويرية
| المقياس | الكريوليزمية                                  | التصويرية                                                       |
| ------- | --------------------------------------------- | --------------------------------------------------------------- |
| الأصل   | الواقع: المراقبة والتوثيق.                    | الخيال: الملاحظة والفانتازيا والرقة                             |
| الطبيعة | وصفية، غير متجانسة (لهدف) ومتعمقة في الوطنية. | سردية، متجانسة (تحتوي على معنى أو هدف خاص بها)، مواضيعها عالمية |
| الوظيفة | معرفية وتعليمية: تهدف إلى إشراك القارئ.       | إمتاعية وترفيهية: تهدف إلى تحرير القارئ.                        |

### لا ماندراكورا
كانت (La Mandrágora) أو اليبروحية نسبة إلى نبتة اليبروح (Mandragora) بالإسبانية، جماعة سريالية تشيلية تأسست في 12 يوليو 1938 على يد براوليو أريناس (1913-1988)، تيوفيلو سيد، إنريكي غوميز كوريا وخورخي كاسيريس (الذي كان لا يزال مُراهقاً في ذلك الوقت). التقت المجموعة في تالكا عام 1932، حيث كان براوليو أريناس يتبادل الأفكار مع تيوفيلو سيد وإنريكي غوميز. وفي عام 1935، أصبحت هذه الأفكار أكثر تطوراً، ولاحقاً في عام 1938، أقاموا نوعاً من المراسم الاستهلالية بقراءة قصائد ونصوص سريالية في جامعة تشيلي. كما واصلوا في نشر مجلة تسمى "La Mandrágora"، على اسم جماعتهم، (أصدرت سبعة أعداد على نطاق محدود، من ديسمبر 1938 إلى أكتوبر 1943)، بالإضافة إلى مختارات شعرية باسم "El AGC de la Mandrágora"، التي تضمنت أعمال جميع المؤسسين باستثناء تيوفيلو سيد. وسياسياً، دعمّت الجماعة الجبهة الشعبية. ومن بين الإنجازات الرئيسية لهذه الجماعة كان الإعلان عن جماعتهم "La Mandrágora"، الذي عززّ الحركة السريالية في تشيلي: حيث عَقدوا مؤتمر في جامعة تشيلي في عام 1939، وعَقدوا معرض سريالي في مكتبة تشيلي الوطنية في عام 1941، إضافةً إلى معرض سريالي دولي في غاليريا ديديلو في سانتياغو في عام 1948. كما نَشرّ براوليو أريناس مجلة "Leit-motiv" (الفكرة المُكررة) من عام 1942 إلى عام 1943، إضافةً إلى مُساهمات من أندريه بريتون وبنجامين بريت وايميه سيزير، بربطهم لجماعة «لا ماندراكورا» بالسرياليين الفرنسيين.

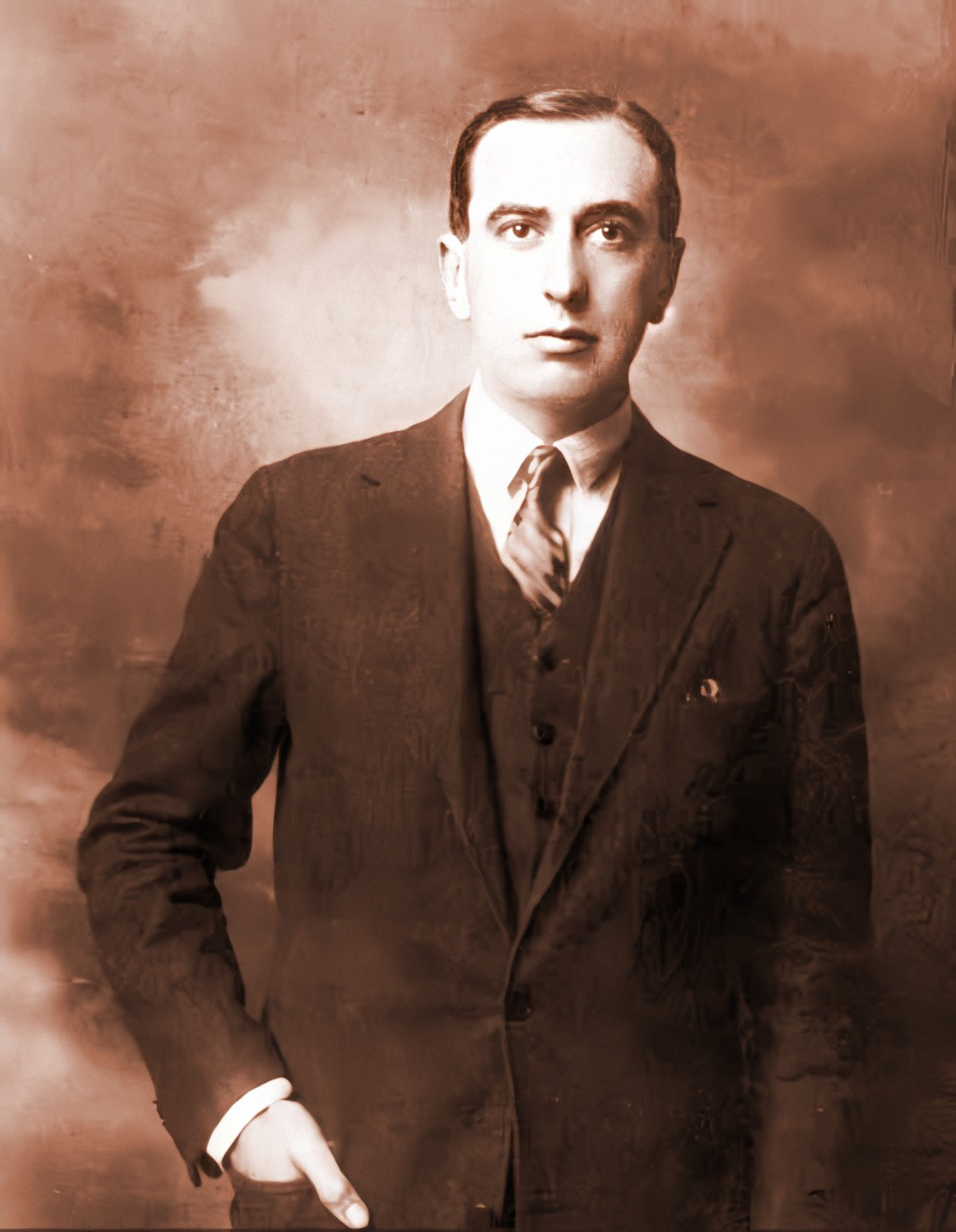
بيثنتي ويدوبرو

كانت الجماعة معروفة بنقدها الشعر التشيلي الحديث وكُتاب تشيليون مثل بابلو نيرودا وبيثنتي ويدوبرو. ولكنها بدأت في الانفصال في عام 1949. وفي عام 1957، نشر براوليو أريناس وإنريكي غوميز كوريا وخورخي كاسيريس المختارات الأدبية "El AGC de la Mandrágora"، التي تضمّنت قاموساً سريالياً وسيرة ذاتية للسريالية التشيلية.

### الكيروليزمية الجديدة
شَهدّ النصف الأول من أربعينيات القرن العشرين ظهور "Generación neocriollista de 1940" (جيل الكيروليزمية الجديدة لعام 1940) ولقد ركزّ الكيروليزميون الجُدُد - وهو اسم الذي يمكن ترجمته إلى «التقليديون الجدد» - تركيزاً كبيراً على العادات المحلية وأرادوا تصوير حياة عامة الشعب بطريقة اجتماعية وإنسانية. كان العامل الأساسي الذي أثرّ على مذهبهم هو الأوقات السياسية المضطربة التي عاشوا فيها، مع اتجاه أعضاء المجموعة في الماركسية والنشاط السياسي اليساري. كان نيكوميديس غوزمان، أحد أهم كُتاب هذا الجيل، المعروف عنه إدراج الموضوع الاجتماعي في أعمالُه، مثل اللامساواة الاجتماعية والاقتصادية، الاستغلال، بؤس حياة الضواحي، التدهور الأخلاقي نتيجة الفقر، وفساد السُلطة. ومن ضمن أعماله البارزة "hombres oscuros" (رجال الظلام)، "La sangre y l esperanza" (الدم والأمل)، "La luz viene del mar" (النور يأتي من البحر)، و"Una moneda al río y otros cuentos" (عملة للنهر وقصص أخرى)، نُشِرت في 1939 و1943 و 1951 و 1954. وكان الكُتّاب الرئيسيون الآخرون لهذا الجيل:
غونزالو دراجو، مع أعماله مثل "Cobre" (النحاس)، كتاب عن قصص كفاح عمال المناجم وحياتهم الصعبة، نُشرّ في عام 1941؛ "Surcos" (الأخاديد)، مجموعة قصص عن الفلاحين نُشِرت في عام 1948؛ و"El Purgatorio" (العذاب)، وهي رواية تصف تجارب المؤلف كمجند أثناء الخدمة العسكرية، نُشِرت في عام 1951. وهناك أندريه سابيا وفيلوديا تيتلبويم، بأعمالهما "Norte Grande" (الشمال العظيم) و"Hijo del salitre" (ابن الملح الصخري)، وكلاهما يصف حياة عمال المناجم في شمال تشيلي. بينما كتب فرانسيسكو كولواني ونيكاسيو تانغول، عن الحياة في أقصى جنوب تشيلي. حيث كشفّ نيكاسيو تانغول عن تقاليد وأساطير جزيرة تشيلوي الجنوبية، في باتاغونيا التشيلية، والسكان الأصليون في تلك المنطقة المتطرفة. أما فرانسيسكو كولواني فقد وصفّ صراعات الإنسان في البحار الجنوبية في أعماله "Cabo de Hornos" (كابو دي في هورنوس) و"El último grumete de La Baquedano" (صبي المقصورة الأخير لسفينة باكيدانو) وكلاهما نُشر في عام 1941. إضافة إلى مايتي ألاماند ومارتا برونيت اللتان كتبتا أعمالاً مستوحاة من الحياة الريفية. تميزت مسرحية برونيت "Montaña adentro" (داخل الجبل) باستخدامها للغة الريفية ولغة الفلاحين العامية لتصوير الحياة في البلاد، بينما رَكزّت ألاماند بشكل خاص على أدب الأطفال وكانت واحدة من رواد هذا النوع.

### أدب الأطفال
يرجع تاريخ أول أدب الأطفال نُشرّ في تشيلي إلى الفترة التي أُدخلت فيها الصحافة المطبوعة إلى البلاد حوالي عام 1812. وكانت هذه النصوص في الأساس عبارة عن كتب تربوية ودينية، كَتَبّ مُعظمها الكهنة الإسبان من أجل تعليم الأطفال. أما البداية الحقيقية كانت في أوائل القرن العشرين عندما تأَسَسّت العديد من مجلات للأطفال، بما في ذلك «مجلة Revista de los Niños» (مجلة الأطفال) في عام 1905، "Chicos y Grandes" (أطفال وكبار) في عام 1908، و"El Penaca" (البيانكا) – وهي المجلة الوحيدة التي استمرت في العقود القادمة. وفي نفس الوقت تقريباً، نُشرّ كتابين للأطفال لأجوستين إدواردز ماكلور هما "Aventuras de Juan Esparraguito" (مغامرات خوان إسباراغيتو) و"El niño casi legumbre" (ابن الفاصوليا تقريباً).
ومن بين الأمثلة الأخرى لكُتاب أدب الأطفال في تشيلي الكاتبة بلانكا سانتا كروز أوسا التي جمَعت قصص وأساطير من تشيلي ومن بلدان أخرى، مثل "Cuentos rumanos" (قصص رومانية، 1929)، "Cuentos maravillosos del Japón" (قصص رائعة من اليابان، 1935)، "Cuentos de España" (قصص من إسبانيا، 1936)، "Cuentos Ingleses" (قصص إنجليزية، 1936)، "Las hadas en Francia" (الجنيات في فرنسا، 1936)، "Leyendas de la selva" (أساطير الغابة، 1936)، "Leyendas moriscas" (أساطير بربرية، 1936)، "Cuentos mitológicos griegos" (قصص وأساطير يونانية، 1937)، "Cuentos italianos" (قصص إيطالية، 1938)، "Cuentos servios" (قصص صربية، 1939)، "Cuentos chinos" (قصص صينية، 1940)، "Orejones y viracochas: Diego de Almagro" (أوريخونس وفيراكوكاس: دييجو دي ألمارغو، 1943)، "Sangre y ceniza: narración novelesca de la conquista de Chile" (دم ورماد: سرد قصة خيالية عن غزو تشيلي، من رسوم الفنان كوري، 1940)، "Cuentos chilenos" (قصص تشيلية، من رسوم إيلينا بويرير، 1956)، "Cuentos bretones" (حكايات بريطانية، 1973) و"El duende del pantano y otros cuentos de Bretaña" (قزم المستنقع وقصص أخرى من بريطانيا).

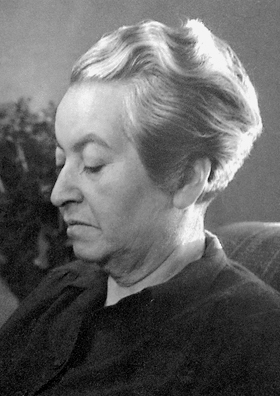
غابرييلا ميسترال، 1945

كما كتبت كلاً من مايتي ألاماند وكارمن دي ألونسو ومارتا برونيت عن أدب الأطفال المستوحى من الفولكلور التشيلي. فأنتجت ألاماند أعمالًا مثل "Alamito el largo" (شجر الحور الطويل، 1950)، بينما كتبت برونيت " Cuentos para Marisol" (قصص لماريسول، 1938) و"Por qué el petirrojo tiene el pecho rojo" (لماذا طائر الحناء لديه صدرأحمر، 1938). وخلال هذا الوقت، ألّفت غابرييلا ميسترال شعراً مُخصصاً للأطفال، في أعمالها الأولية «تالا» و «الحنان».
في عام 1964، تأَسَسَ فرع تابع للمجلس الدولي لكتب الشباب (IBBY) في تشيلي، حيث جمعّ مجموعة من الكتاب معاً لترويج الأدب بين الأطفال والشباب. وكان من بين الكتاب المشاركين مارسيلا باز («بابيلوتو»)، التي كانت أيضاً أول مدير لفرع (IBBY) في تشيلي، وأيضاً مايتي ألاماند، شيلا رييس، غابرييلا ليزيتا، ماريا سيلفا أوسا، أماليا رينديتش وبيبيتا تورينا. وعلى مر السنين، أصبحت هذه المنظمة منتدى هام للكتاب ومُروجاً كبيراً لأدب الأطفال والشباب. ومن بين المساهمين المهمين الآخرين في (IBBY) أليسيا موريل، لوسيا جيفرت، سيسيليا باوتشات، ماريا يوجينيا كويمانز، فيليبي أليندي، فيكتور كارفاخال، ساول شكولنيك، مانويل بينيا مونيوز، هيكتور هيدالجو، مانويل جاليجوس ماريا لويزا سيلفا، جاكلين باليس وآنا ماريا جويرالديس.

## التاريخ
خلال القرن العشرين، شَهِدت دراسة التاريخ وتاريخ الأدب في تشيلي تغييرات عميقة، بالابتعاد عن نهج كبار مؤرخي القرن التاسع عشر الليبراليين. وعزا ذلك إلى مجموعة من العوامل، بما في ذلك من الصراعات الأيديولوجية في ذلك الوقت وتدرُج الطابع المهني للدراسات التاريخية عبر إنشاء معاهد وأقسام متخصصة في جامعات تشيلي المختلفة.
كان أحد هذه الاتجاهات الرئيسية هي المدرسة المحافظة ذات النفوذ التي احتكرت النقاش التاريخي حتى الستينات. وكان من أبرز كتابها البارزين خايمي إيثاغيري، بكتابه "Fisonomía histórica de Chile" (التشريح التاريخي لتشيلي)، فرانسيسكو أنطونيو إنسينا وكتابه "Historia de Chile" (تاريخ تشيلي)، وألبرتو إدواردز بأعماله "Bosquejo histórico de los partidos políticos chilenos" (مُخَطَط تاريخي للأحزاب السياسية الشيلية، 1903)، "La Fronda Aristocrática en Chile" (حرب الفروند الأرستقراطية في تشيلي، 1928)، و"La Organización Política de Chile" (التنظيم السياسي لتشيلي، 1943). أنتجّ هؤلاء الكتاب أعمالاً نقدية قاسية لليبرالية الاجتماعية في القرن التاسع عشر والتغييرات التي حدثت منذ عشرينيات القرن العشرين، وكانوا يعتبرون هذه التغييرات عملية انحلال. ورفضّ المؤرخون المحافظون الحداثة واقترحوا استبدال الديمقراطية التمثيلية بأنظمة استبدادية لضمان الحفاظ على النظام الاجتماعي والعقيدة الكاثوليكية.
بحلول منتصف القرن العشرين، ظَهرّ اتجاهان تاريخيان جديدان يتنافسان مع المدرسة المحافظة. الاتجاه الأول كان ماركسياً، ركزّ جهوده في إعادة بناء تاريخ الطبقة العاملة التشيليّة واستعادتها، من كتاب هذا الاتجاه خوليو سيزار خوبيت وإرنان راميريز نيكوتيا. وقد اُنتُقدّ هؤلاء المؤلفين بسبب الطابع السياسي - الأيديولوجي لأعمالهم، ومع ذلك عاش إرثهم خلال جيل الثمانينيات اللاحق، والذين طوروا طريقة جديدة لوصف التاريخ يركز على الحركات الشعبية التشيلية.
أما الإتجاه الثاني فقد جلبّ الابتكار الحقيقي لدراسة التاريخ، بإدخال تقنيات جديدة ومنهجيات بحث مُستعارة من التأريخ الأوروبي الجديد، وخاصة من مدرسة "Annales" الفرنسية. ضَمّ مؤرخو هذا الإتجاه ماريو جونجورا، ألفارو خارا، رولاندو ميلافي، وسيرجيو فيالوبوس من ضمن الآخرين. وقد ركزوا على الموضوعات التي أُهملت من قبل مثل الاقتصاد والتركيبة السكانية. ودرست الغالبية العظمى من هؤلاء الباحثين الجدد في المعهد التربوي التابع لجامعة تشيلي. ركَزت هذه الحركة التأريخية الجديدة على دراسة العمليات الطويلة الأمد التي شَكَلّت المؤسسات والمجتمع والاقتصاد في تشيلي منذ العصور الاستعمارية. وبحلول أوّاخر الستينيات، أقامّ مؤرخو هذه المدرسة صلات مع الحركة الماركسية. ولكن الانقلاب التشيلي في عام 1973 وضعّ نهاية مفاجئة لهذه العملية وقمع التأريخ الاجتماعي الجديد، مما أجبر هؤلاء المؤرخين والباحثين على الفرار خارج البلاد. وذهب الكثيرين منهم إلى الجامعات الأوروبية لإجراء دراسات عليا، والتي عزَزّت على المدى الطويل تحسين مهاراتهم المهنية.

### فترة ما بعد الحرب العالمية الثانية
أصبح الأدب الشيلي أكثر عالمية في موضوعاته، كنتيجة للتغييرات الواسعة التي حدثت خلال الحرب العالمية الثانية، مع التركيز على المشاكل المشتركة للإنسانية بأكملها واستخدام أساليب تعبير جديدة. شَملت الأعمال الرئيسية لهذا الشكل الجديد، "Hijo de ladrón" (ابن لص) لمانويل روخاس، "La amortajada" (الكفن) لماريا لويزا بومبال، "El obsceno pájaro de la noche" (طائر الليل الفاحش) لخوسيه دونوسو، وشملت الأعمال الشعرية الهامة، "Poemas y antipoemas" (قصائد وضد قصائد) لنيكانو بارا، "Réquiem" (موسيقى قداس الموتى) لأمبرتو دياز كازانويفا، "Venus en el pudridero" (فينوس على كومة القمامة) لإدواردو أنغويتا، "Contra la muerte" (ضد الموت) لغونثالو روخاس، "Muertes y maravillas" (الموت والعجائب) لخورخي تييه، "Los Signos del cielo" (علامات من السماء) لفرناندو غونزاليس أوريثار، " Fénix de madrugada" (عنقاء الفجر) لميغيل أرتيتشي و"Purgatorio" (المطهر) لراؤول زوريتا. وضَمَت أعمال الدراما الهامة، "El tony chico" (المهرج الصغير) للويس ألبرتو هيريمانس، " Álamos en la azotea" (شجر الحور على السطح) لإيغون وولف، "El cepillo de dientes" (فرشة الأسنان) و"La cantante calva" (المُغني الأصلع) لخورخي دياز غوتيريز.

### ما بعد انقلاب 1973
أَعْقَبَ انقلاب 11 سبتمبر 1973، اضمحلال في الثقافة التشيلية. فقد أَجبرّ الانقلاب العديد من الكُتاب على الهجرة، وبعدها بفترة بدأوا في إنشاء دور نشر ومجلات في أوطانهم الجديدة بالمنفى. ومن ضمن المجلات التي نَشرها تشيليو المنفى مجلة "Araucaria" (أرَوكاريا) في إسبانيا، "Literatura chilena en el exilio" (الأدب التشيلي في المنفى) في كاليفورنيا و"América Joven" (أمريكا الشابة) في هولندا. إلى جانب صحف المقالات الافتتاحية "Ediciones Cordillera" (طبعات كوردييرا) في كندا، "LAR" (لار) و"Ediciones Michay" (إصدارات ميتاي) في إسبانيا. خضعّ الأدب التشيلي لعملية تدويل في ذلك الحين وعلى الرغم من حقيقة أن التشيليين الذين ما زالوا يعيشون في تشيلي فقدوا كُتابهِم، إلى جانب معظم صور الفن الأخرى. إلا أن مزج أسلوبي الواقعية السحرية و«ملحمة العائلة» على سبيل المثال، جَلَبّ شهرة دولية إلى أنطونيو سكارميتا، فرناندو أليغريا، غونثالو روخاس، أومبرتو دياز كاثانويفا، آرييل دورفمان، إيزابيل الليندي وهيرنان نيرا. وفي زمن الديكتاتورية والقمع، ساهم الأدب التشيلي في زيادة الوعي الدولي حول الوضع في تشيلي. وكانت كل مدينة رئيسية في الغرب موطناً للُكتاب التشيليين تقريباً، حيث نَدَدّ العديد منهم بنظام أوغستو بينوشيه.
لم يكن أسلوب الأدب التشيلي متجانساً خلال وبعد فترة الديكتاتورية، ربما بسبب شتات المنفى. بحيث وجدّ الكتّاب الشباب أنفسهم مغتربين وقد انتقلوا إلى ثقافة أجنبية، وقد أستغرق الأمر وقتاً للُكتاب العائدين من المنفى للتكيُف على البيئة الفكرية التشيلية وتشكيل جماعات جديدة. منها الجماعة الشعرية، التي تُسمى "Nueva poesia chilena" (الشعر التشيلي الجديد). شَملت هذه الجماعة عدداً كبيراً من الشعراء العائدين من المنفى في أوروبا، لعل أشهرهم راؤول ثوريتا، رودريغو ليرا، أنطونيو أريفالو وبرونو مونتاني.

## عظماء تشيلي الأربعة في الشعر

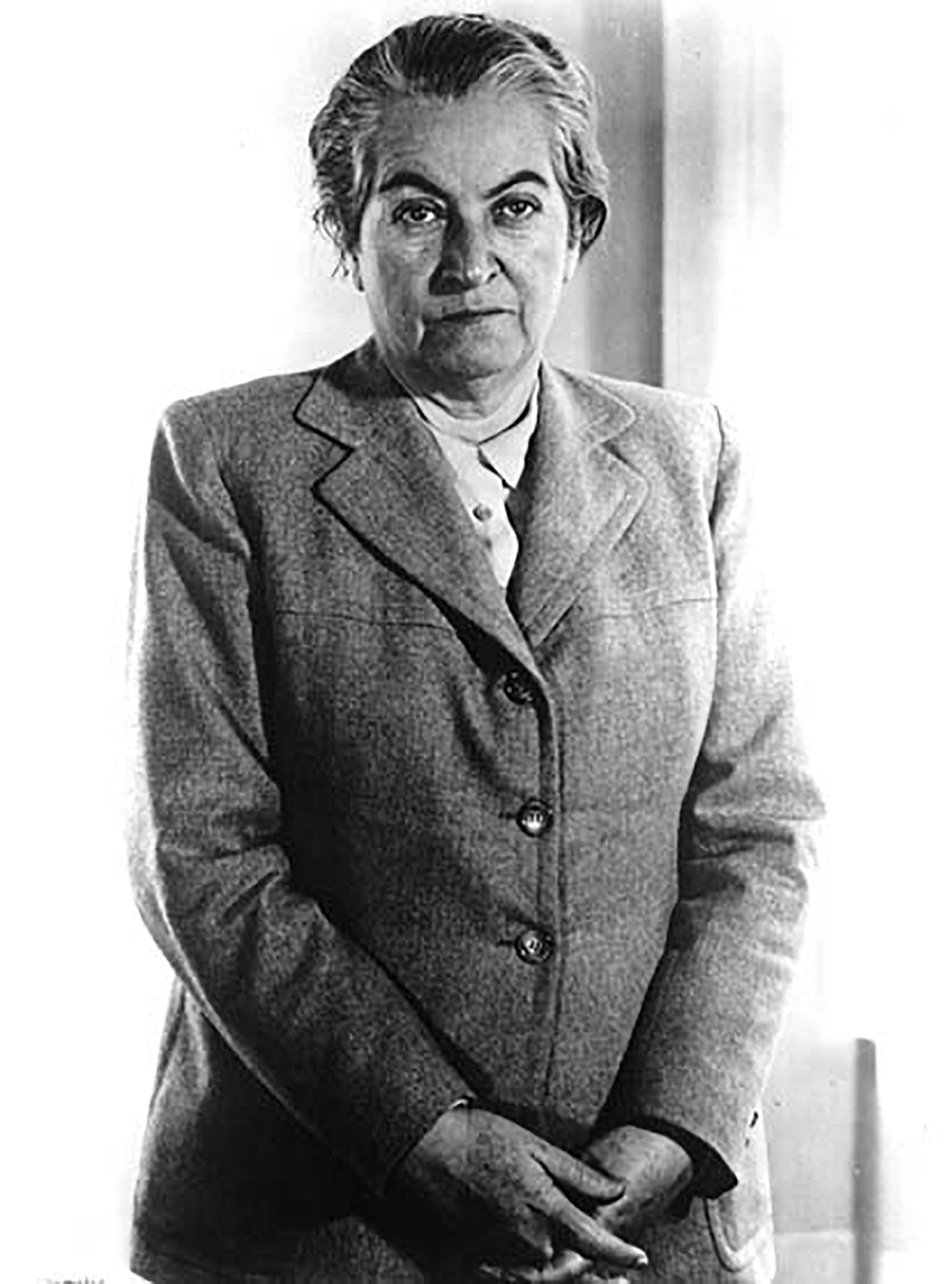
غابرييلا ميسترال

كانت مجموعة عظماء تشيلي الأربعة في الشعر تضم أهم شعراء الأدب التشيلي: غابرييلا ميسترال، بيثنتي ويدوبرو، بابلو دي روخا وبابلو نيرودا.
كان هؤلاء الشعراء الأربعة على اتصال معاً أو التقوا ببعضهم البعض في مرحلة ما من حياتهم. على سبيل المثال، في حين كانت غابرييلا ميسترال مديرة مدرسة ثانوية للبنات في تيموكو، تشيلي، وكانت معروفة لتوها كونها شاعرة بارزة، جاء إليها صبي حاملاً قصائده الخاصة وطالباً لرأيها فيهم. كان هذا الصبي هو نتفالي رييس، الذي أتخذّ لاحقاً الاسم المستعار بابلو نيرودا وأصبح هو الآخر شاعراً تشيلياً عظيماً. كما أنه سيتتبع خُطى ميسترال عندما يفوز بجائزة نوبل في الأدب في عام 1971، بعد 26 عاماً من فوز ميسترال نفسها بأعلى درجات التكريم في الأدب عام 1945.
وعلى النقيض من هذه العلاقة العابرة، كانت العلاقة بين ويدوبرو ودي روخا ونيرودا واحدة من أكثر التنافسات الحامية الوطيس في تاريخ تشيلي الثقافي. فقد كانوا أنداداً، ينتموا إلى نفس الجيل، وفي مرحلة ما من حياتهم كانوا أعضاء في الحزب الشيوعي التشيلي. والذي طُردّ منه دي روخا لاحقاً على أثر بعض الخلاف مع قادة الحزب، كما يزعمون هذه الأيام.
وبالرغم أن غابريلا ميسترال لم تُبد أي انتماء سياسي في تشيلي، إلا أن الكاتب التشيلي خايمي كويثادا، المتخصص في أعمال ميسترال، أدعى أنها أظهرت تحيزها لمبادئ القومية الأمريكية في ديوانها الشعري «تالا»، كما أعربت عن تضامنها مع الثورى النيكاراغوي أوغوستو ساندينو. في نَصين نُشرا عام 1928.
كانت صلات الشعراء الثلاثة الآخرين مع الحزب الشيوعي انعكاساً للمناخ السياسي في ذلك الوقت ورغبتهم في الكفاح من أجل التغيير الاجتماعي في تشيلي. ومع ذلك، لعبت النزاعات الشخصية دوراً أكثر أهمية من السياسة في علاقتهم. فأصبح بابلو دي روخا أحد ألد أعداء نيرودا، الذي اعتبره برجوازياً وانتهازياً منافقاً في الحياة السياسية والاجتماعية. فقد كتبّ دي روخا العديد من المقالات والمنشورات التي هَجى فيها نيرودا، مثل قصيدة "Tercetos Dantescos":
| Gallipavo senil y cogotero de una poesía sucia, de macacos, tienes la panza hinchada de dinero. | أيها الخَرف المنافق اللص تسرق شعر القرود القذر، وبطنك بالمال تَغُص. |

أما ويدوبرو فقد سبقّ نيرودا في الانضمام إلى الحزب الشيوعي، وكان ناشطاً سياسياً للغاية في معظم حياته. وحتى مماته، برغم تركه لمجال السياسة وتقاعده في منزله بقرطاجنة على ساحل تشيلي. كما اتهم ويدوبرو نيرودا بسرقة أعمال روبندرونات طاغور وفي نوفمبر 1934، نشرت مجلة "PRO" طبعتها الثانية متضمنة قصيدتين بدون تعليق اكتشفهما صديق ويدوبرو السياسي فولوديا تيلتلبويم: «القصيدة 30» من كتاب «البستاني» لطاغور و«القصيدة 16» المشابهة لها من كتاب «عشرون قصة حب وأغنية يائسة» لنيرودا. ومن المعروف أيضا أن ويدوبرو أشار إلى نيرودا بأنه «الشاعر الرومانسي» الذي كَتَبّ قصائدً لفتيات في سن الخامسة عشرة.
وقد رد نيرودا على انتقادات خصومه في نص اسماه "Aquí estoy" (ها أنا ذا)، نُشر في باريس عام 1938، حيث استنكر العداء والتشهير به. وعلى الرغم من هذا النقد، فإن نيرودا يصنف كأحد المؤلفين الستة والعشرين الذين يشكلون القانون الغربي للأدب، جنباً إلى جنب مع شكسبير، دانتي، تشوسر، سرفانتس، ميشيل دي مونتين، موليير، ميلتون، صموئيل جونسون، جوته، وردسورث، جين أوستن، والت ويتمان، إميلي ديكنسون، تشارلز ديكنز، جورج إليوت، تولستوي، إبسن، فرويد، بروست، جيمس جويس، فرجينيا وولف، فرانز كافكا، بورخيس، نيرودا، فرناندو بيسوا وصامويل بيكيت.
ولقد كان بإمكان نيرودا أن يضع حداً لهذا النزاع لاسيما بمجرد وفاة دي روخا وويدروبو، ولكنه بدلاً من ذلك أشار إلى ويدوبرو في كلمته في حفل جائزة نوبل قائلاً: "El poeta no es un pequeño Dio" (إن الشاعر ليس إلهاً صغيراً).